# 알바 파이어

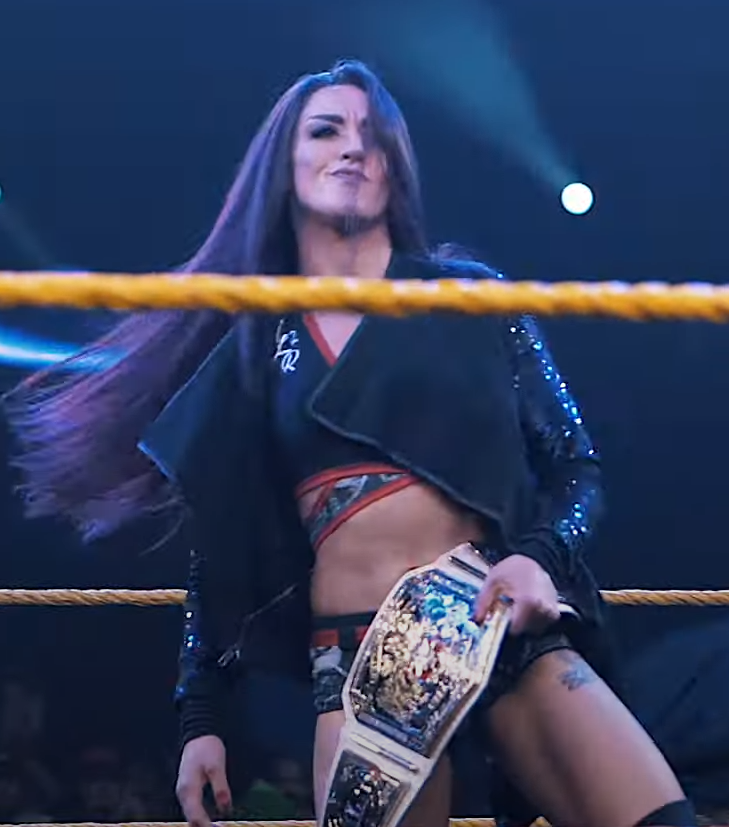

알바 파이어(Alba Fyre, 1992년 8월 11일 ~ )는 본명은 케일리 레이(Kayleigh Rae)라고 한다. 영국의 여자 프로레슬링선수다. 주로 이전에 인디 단체에서 이름이 2009년 5월 30일 ~ 2022년 4월 16일까지 케이 리 레이 (Kay Lee Ray)라는 가지고 있기 때문이다. 피니쉬는 케이엘알 밤(고리 밤)으로 사용을 한다. 그리고 지금 2022년 4월 16일 WWE NXT/WWE 링네임이 알바 파이어 (Alba Fyre)라고 한다. 영국 스코틀랜드 페이즐리라고 있는데 그걸 태어났다. 키는 174cm(5 ft 8 in)에다가 몸무게는 51kg(112 lb)라고 나가기 때문에다. 2009년 프로레슬링 입문으로 밝히는 바다. 2025년 2월 8일 아일라 던이 WWE 방출 당하자 혼자서 남게 되었다. 역시나... 씁슬한 모습이다. 2025년 3월 7일 WWE 스맥다운에서 이적을 한다. 그리고 첼시 그린을 도와주는 말하자면 캐내디안 디스트로이어로 날리는 그런 사건이 있었다.

## 기타
- 2021년 중순에 같은 스코틀랜드 출신 인디레슬러 스티비 재비어와 결혼을 했다.
- 2022년 등장시 케인을 연상시키는 불꽃이 인상적이지만 국내에서는 '알바'라는 이름 때문에 알바몬이라는 별명이 생겼다.

## Professional wrestling highlights
- Finishing moves
  - KLR Bomb (Gory bomb)
- Signature moves
  - Arm twist follow heel kick
  - Diving corkscrew plancha
  - DIving moonsault
  - Hurricanrana
  - Reverse STO into koji clutch
  - Rolling snapmare
  - Running front dropkick
  - Shotgun Stunner (Vertical suplex stunner)
  - Side kick
  - Suicide dive
  - Tornado DDT
- With Isla Dawn
  - Finishing moves
    - Double knee backbreaker (Isla) and Swanton Bomb (Senton bomb) (Alba) combination
    - KLR Bomb (Gory bomb) (Alba) and reverse STO (Isla) combination

  - Signature moves
    - Double side kick
    - Inverted suplex slam (Alba) and double knee gutbuster (Isla) combination
- Nicknames
  - "Hardcore Daredevil"
  - "The KLR in Killer"
- Entrance themes
  - "Domination" by Chris Mitchell & David Grimason (ICW; 2011-2019)
  - "Want You Bad" by The Offspring (Stardom; 2016-2018)
  - "Venom" by William Arnett (WWE NXT UK/WWE NXT; 2019-2022)
  - "Dare Devil" by Def Rebel (WWE NXT/WWE; 2022-present)

## 수상
- 디파이언트 위민스 챔피언 (1회)
- 피어스 피메일즈/스카티쉬 위민스 챔피언 (1회)
- ICW 위민스 챔피언 (3회)
- 퀸 오브 인새니티 (2019)
- 프로레슬링 EVE 챔피언 (1회)
- 랭크드 넘버 18 오브 더 탑 100 피멜 레슬링 인 더 PWI 위민스 100 인 2020
- 랭크드 넘버 17 오브 더 탑 150 피멜 레슬링 인 더 PWI 위민스 100 인 2021
- 칙파이트 토너먼트 (2015)
- 퀸 오브 사우스사이드 챔피언 (3회)
- SWE 스피드 킹 챔피언 (1회)
- WOS 위민스 챔피언 (1회)
- 파이브 스타 GP 어워드 (1회)
  - 파이브 스타 GP 테크닉 어워드 (2016)
- WWE NXT UK 위민스 챔피언 (1회)
- WWE NXT 위민스 태그팀 챔피언 (1회) - 아일라 던
- WWE 위민스 태그팀 챔피언 (1회) - 아일라 던
- 위민스 더스티 로즈 태그팀 클래식 (2022) - 시라이 이오
- 랭크드 넘버 48 오브 더 탑 50 그레이터스트 WWE 피멜 슈퍼스타아즈 오브 올 타임 (2022)